# Cronquistianthus bullifer
Cronquistianthus bullifer là một loài thực vật có hoa trong họ Cúc. Loài này được (S.F. Blake) R.M. King & H. Rob. mô tả khoa học đầu tiên năm 1981.